# Damaraïta
La damaraïta és un mineral de la classe dels halurs. Anomenada així per la seqüència de Damara, la qual conté el dipòsit de Kombat, on va ser descrita per primer cop la damaraïta. Químicament s'assembla a la mendipita.

## Classificació
Segons la classificació de Nickel-Strunz, la damaraïta pertany a «03.DC - Oxihalurs, hidroxihalurs i halurs amb doble enllaç, amb Pb (As,Sb,Bi), sense Cu» juntament amb els següents minerals: laurionita, paralaurionita, fiedlerita, penfieldita, laurelita, bismoclita, daubreeïta, matlockita, rorisita, zavaritskita, zhangpeishanita, nadorita, perita, aravaipaïta, calcioaravaipaïta, mereheadita, blixita, pinalita, symesita, ecdemita, heliofil·lita, mendipita, thorikosita, onoratoïta, cotunnita, pseudocotunnita i barstowita.

## Característiques
La damaraïta és un halur de fórmula química Pb₃Cl(OH)O₂. Cristal·litza en el sistema ortoròmbic. La seva duresa a l'escala de Mohs és 3.

## Formació i jaciments
S'ha descrit en vetes tallant lents de menes de manganès bandades en dipòsits de coure, plom i or i en zones d'oxidació. Es forma per reemplaçament hidrotermal i metasomàtic de dolomies; cas concret de la mina Kombat, Namíbia. En la mateixa localitat s'ha descrit associada amb jacobsita, hausmannita, hematofanita, defernita, crednerita, asisita, andradita, vesuvianita, coure natiu, calcita i barita. Ha estat descrita a Grècia i Namíbia.